# Хінкіріш
Хінкіріш (рум. Hinchiriș) — село у повіті Біхор в Румунії. Входить до складу комуни Лазурі-де-Беюш.
Село розташоване на відстані 376 км на північний захід від Бухареста, 63 км на південний схід від Ораді, 96 км на захід від Клуж-Напоки, 127 км на північний схід від Тімішоари.

## Населення
За даними перепису населення 2002 року у селі проживала 751 особа, з них 750 осіб (99,9%) румунів. Рідною мовою 748 осіб (99,6%) назвали румунську.